# Nitrite d'amyle
Le nitrite d'amyle est un composé chimique de la famille des nitrites d'alkyle, de formule C5H11ONO. Il est volatil et nocif. Il a des propriétés de vasodilatateur et fut initialement utilisé comme médicament, par exemple pour stopper l'érection lorsqu'un patient possède une sonde urinaire, afin de soulager ce dernier de l'irritation causée par l’érection. 
Il est aussi utilisé dans certains pays en cas d'intoxication au cyanure. On l'associe alors au thiosulfate de sodium et au nitrite de sodium.
Son utilisation en inhalation fut par la suite détournée comme drogue récréative dans les milieux festifs et homosexuels, et il fut vendu dans les sex-shops sous le nom de poppers. Il s'est révélé provoquer une déficience passagère de l'immunité, notamment en détruisant des lymphocytes T, ce qui l'a fait considérer comme un facteur du SIDA, ainsi que d'autres effets indésirables comme des troubles visuels qui l'ont fait interdire à la vente sans prescription médicale. Une étude, commandée en 1978 par Pharmex (fabricant d’une marque de poppers les plus vendues) qui la finança  à hauteur de 200 000 dollars, obtint la décision du gouvernement de Californie de libéraliser la vente des nitrites sous forme de désodorisant d’ambiance.

## Historique
Le nitrite d'amyle a été synthétisé en 1844 par Antoine Jérôme Balard. Frederick Guthrie décrit l'effet de l'inhalation de petites doses en 1859 et Thomas L Brunton l'utilise dans le traitement des affections cardiaques peu après, dont l'angine de poitrine.